# Francis Chantrey
Sir Francis Legatt Chantrey (7 de abril de 1782 - 25 de novembro de 1841) foi um escultor inglês, um dos principais expoentes do período neoclássico.

## Biografia
Ele nasceu em uma cidade de Graves Park, em Sheffield, South Yorkshire, onde seu pai, um carpinteiro, tinha uma pequena loja.
Após a morte de seu pai, em 1790, seguiu para um estágio de escultura, embutimento e pintura sob a orientação de Raphael Smith, antes de participar de cursos na Royal Academy (1804-1807).
Graças ao sucesso da obra Cabeça de Satanás, exibido na academia e, especialmente, para os bustos dos almirantes Adam Duncan, Richard Howe, John Jervis, Horatio Nelson e John Horne Tooke, ele recebeu inúmeros pedidos de esculturas e pinturas.
Em 1819 ele visitou a Itália, onde ele estava em contato com os artistas de Florença e Roma, e, ao mesmo tempo, ele tornou-se membro da Royal Academy, e recebeu seu diploma da Universidade de Cambridge.
Desde 1835, ele começou o seu trabalho como professor, interrompido apenas nos últimos anos, devido a problemas cardíacos.
O artista tornou-se famoso pelas estátuas de personalidades importantes: George Washington, na cidade de Boston; Jorge III do Reino Unido, em Londres; Jorge IV do Reino Unido, no Castelo de Windsor; William Pitt, em Hanover Square; James Watt em Westminster, John Dalton, em Manchester e o Duque de Wellington, em frente a Royal Exchange.
De grande valor também eram seus monumentos equestres e aqueles dedicados às crianças, como a obra em mármore The Sleeping Children, na Catedral de Lichfield.
Entre as características de destaque dos trabalhos de Chantrey, enumera-se a idealização e a ênfase psicológica dos personagens descritos. Por exemplo, para o medalhão feito para o túmulo de Francis Horner em Livorno (cerca de 1818), muitos visitantes contemporâneos testemunharam o incrível realismo do retrato, que, dizem, exaltou as características psicológicas do personagem.